# American Pie – The Wedding
American Pie – The Wedding (engelska: American Wedding) är en amerikansk komedifilm som hade biopremiär i USA den 1 augusti 2003, i regi av Jesse Dylan med Jason Biggs och Alyson Hannigan i huvudrollerna. Det är den tredje filmen i originalserien om American Pie.

## Handling
Den tredje American Pie-filmen handlar om bröllopet mellan Jim och Michelle och mötet mellan deras familjer och vänner, däribland Jims gamla kompisar från high school och Michelles lillasyster.

## Rollista (i urval)
- Jason Biggs – Jim
- Thomas Ian Nicholas – Kevin
- Alyson Hannigan – Michelle
- Eddie Kaye Thomas – Finch
- Seann William Scott – Stifler (Stifmeister)
- Eugene Levy – Jims pappa
- January Jones – Cadence
- Jennifer Coolidge – Stiflers mamma
- Alexis Thorpe – Jennifer

## Om filmen
Filmen hade Sverigepremiär den 5 september 2003.

### Fotnoter
1. ↑  ”American Wedding” (på engelska). Box Office Mojo. 1 augusti 2003. http://www.boxofficemojo.com/movies/?id=americanwedding.htm. Läst 10 september 2016.
2. ↑  ”American Wedding”. Svensk filmdatabas. 5 september 2003. http://www.sfi.se/sv/svensk-filmdatabas/Item/?type=MOVIE&itemid=56076. Läst 10 september 2016.